# Liste der Monuments historiques in Hardricourt
Die Liste der Monuments historiques in Hardricourt führt die Monuments historiques in der französischen Gemeinde Hardricourt auf.

## Liste der Bauwerke
| Bezeichnung                | Beschreibung              | Standort | Kennzeichnung | Schutzstatus | Datum | Bild           |
| -------------------------- | ------------------------- | -------- | ------------- | ------------ | ----- | -------------- |
| Kirche St-Germain-de-Paris | Erbaut im 12. Jahrhundert | (Lage)   | PA00087451    | Classé       | 1875  | weitere Bilder |

## Liste der Objekte

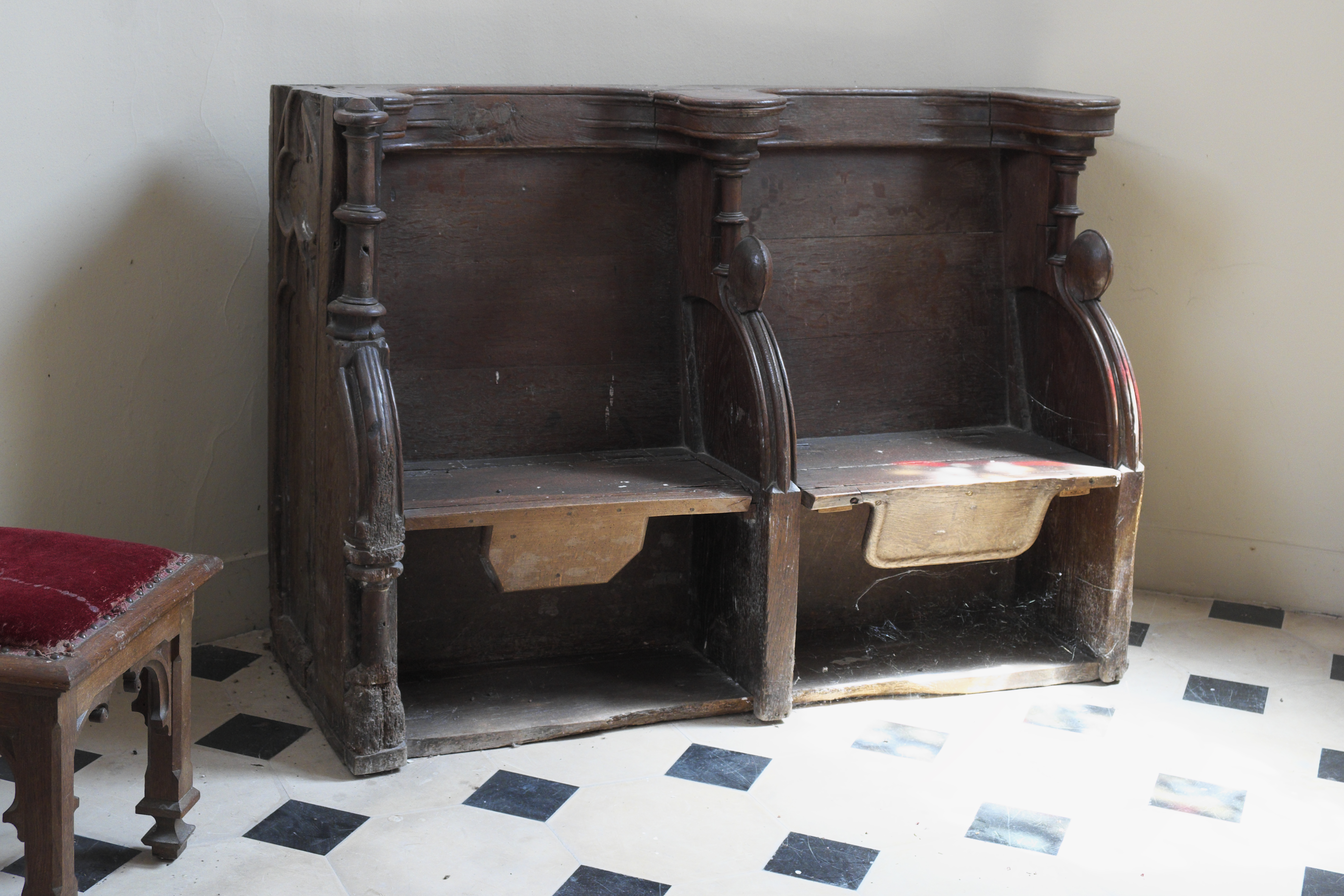
Zwei Chorstühle in der Kirche St-Germain-de-Paris

- Monuments historiques (Objekte) in Hardricourt in der Base Palissy des französischen Kultusministeriums